# Roberto Ravaglia
Roberto Ravaglia (Venecia, Italia, 26 de mayo de 1957) es un piloto de automovilismo de velocidad que se destacó en turismos, con varios campeonatos nacionales e internacionales más triunfos en carreras de resistencia. Disputó gran parte de su carrera profesional para la marca alemana BMW, y con ella consiguió todos sus éxitos. Desde 2001 es dueño de ROAL Motorsport (ex Ravaglia Motorsport), un equipo que ha competido exitosamente también con turismos de BMW.
El italiano obtuvo entre otros torneos el Campeonato Europeo de Turismos, el Campeonato Mundial de Turismos, el Deutsche Tourenwagen Meisterschaft, el Campeonato Italiano de Superturismos, totalizando siete títulos. Asimismo, venció tres veces las 24 Horas de Spa, dos veces las 24 Horas de Nürburgring y una vez la Carrera de Guia.

## Carrera deportiva
En su juventud, Ravaglia fue campeón italiano de karting y compitió en Fórmula 3. El primer año en que corrió en turismos fue en 1984. En 1985 ganó las 24 Horas de Spa. Ganó el Campeonato Europeo de Turismos en 1986, el Campeonato Mundial de Turismos en 1987, y el Europeo nuevamente en 1988, incluyendo un segundo triunfo en las 24 Horas de Spa. Además, ganó la Carrera de Guía de 1987.
En 1989, Ravaglia pasó a correr en el Deutsche Tourenwagen Meisterschaft, donde fue campeón, y ganó las 24 Horas de Nürburgring. En 1990 se unió al Campeonato Italiano de Superturismos. Se coronó campeón de esa categoría en 1990, 1991 y 1993. En 1990 también disputó las 24 Horas de Le Mans y gran parte del Campeonato Mundial de Resistencia para Tom's, el equipo oficial de Toyota en sport prototipos.
Ravaglia disputó algunas fechas del Campeonato Británico de Turismos en 1994 y ganó por tercera vez las 24 Horas de Spa. En 1995 venció por segunda vez en las 24 Horas de Nürburgring y finalizó sexto en el Campeonato Alemán de Superturismos. En 1996 resultó quinto en el Británico y cuarto en el Italiano. En 1997 terminó en octavo lugar en la clase GT1 del Campeonato FIA GT y tercero en las 24 Horas de Le Mans, este año con un McLaren F1 equipado con motor BMW.
BMW puso a la venta una edición especial de su vehículo más representativo, el BMW M3 E-30 Edición Roberto Ravaglia como homenaje al piloto veneciano.